# Theodor Schauffler
Theodor Hermann Eugen Schauffler, född 11 augusti 1856, död 24 september 1912 i Ulm, var en tysk gymnasialprofessor och filolog. Han publicerade flera verk om forngermanska och forntyska ämnen. Hans inledning till fornhögtyskans grammatik och litteratur (Althochdeutsche Litteratur, 1893) ingick i masspridningsbokserien Sammlung Göschen.